# Phlugis herculi
Phlugis herculi är en insektsart som beskrevs av Nickle 2003. Phlugis herculi ingår i släktet Phlugis och familjen vårtbitare. Inga underarter finns listade i Catalogue of Life.